# アメル・トゥカ
アメル・トゥカ（Amel Tuka、1991年1月9日 - ）はボスニア・ヘルツェゴビナの陸上競技選手。専門は中距離走。ゼニツァ＝ドボイ県カカニ出身。男子400m、800mのボスニア・ヘルツェゴビナ国内記録保持者。
2015年に北京で開催された世界陸上競技選手権大会の男子800mで銅メダルを獲得した。
2016年のリオデジャネイロオリンピックの男子800mに出場した。開会式では旗手を務めた。
2019年にドーハで開催された第17回世界陸上競技選手権大会の男子800mでは銀メダルを獲得した。
2021年の東京オリンピックでも男子800mに出場し、決勝に進出して6位入賞となった。開会式では柔道家のラリサ・ツェリッチと共に旗手を務めた。

## 主な戦績
| 年   | 大会                            | 開催地                   | 種目 | 順位            | 記録      | 備考 |
| ---- | ------------------------------- | ------------------------ | ---- | --------------- | --------- | ---- |
| 2010 | ヨーロッパチーム選手権大会      | マルサ                   | 800m | 優勝            | 1分51秒43 |      |
| 2011 | ヨーロッパチーム選手権大会      | レイキャビク             | 400m | 9位             | 49秒91    |      |
| 2012 | ヨーロッパ陸上競技選手権大会    | ヘルシンキ               | 800m | 24位            | 1分51秒14 |      |
| 2013 | ヨーロッパチーム選手権大会      | バンスカー・ビストリツァ | 400m | 3位             | 47秒73    |      |
| 2013 | ヨーロッパチーム選手権大会      | バンスカー・ビストリツァ | 800m | 優勝            | 1分51秒11 |      |
| 2013 | ヨーロッパU23陸上競技選手権大会 | タンペレ                 | 800m | 3位             | 1分46秒29 |      |
| 2014 | ヨーロッパ陸上競技選手権大会    | チューリッヒ             | 800m | 6位             | 1分46秒12 |      |
| 2015 | ヨーロッパ競技大会              | バクー                   | 800m | 優勝            | 1分50秒16 |      |
| 2015 | 世界陸上競技選手権大会          | 北京                     | 800m | 3位             | 1分46秒30 |      |
| 2016 | ヨーロッパ陸上競技選手権大会    | アムステルダム           | 800m | 4位             | 1分45秒74 |      |
| 2016 | オリンピック                    | リオデジャネイロ         | 800m | 準決勝敗退      | 1分45秒24 |      |
| 2017 | 世界陸上競技選手権大会          | ロンドン                 | 800m | 予選敗退        | 1分46秒54 |      |
| 2018 | ヨーロッパ陸上競技選手権大会    | ベルリン                 | 800m | 準決勝敗退      | 1分47秒24 |      |
| 2019 | 世界陸上競技選手権大会          | ドーハ                   | 800m | 準優勝          | 1分43秒47 |      |
| 2021 | オリンピック                    | 東京                     | 800m | 6位             | 1分45秒98 |      |
| 2022 | ヨーロッパ陸上競技選手権大会    | ミュンヘン               | 800m | 予選敗退 (18位) | 1分47秒73 |      |

## 記録
| 種目 | 記録      | 年月日        | 場所     | 備考     |
| ---- | --------- | ------------- | -------- | -------- |
| 400m | 46秒15    | 2019年6月28日 | ネンブロ | 国内記録 |
| 800m | 1分42秒51 | 2015年7月17日 | モナコ   | 国内記録 |